# Periconia minutissima
Periconia minutissima är en svampart som beskrevs av Corda 1837. Periconia minutissima ingår i släktet Periconia, ordningen Pleosporales, klassen Dothideomycetes, divisionen sporsäcksvampar och riket svampar.   Inga underarter finns listade i Catalogue of Life.